# Zaïre aux Jeux olympiques d'été de 1988
Le Zaïre (à présent la République démocratique du Congo) participe aux Jeux olympiques d'été de 1988 à Séoul. 15 sportifs sont engagés dans 3 disciplines.

## Athlètes engagés
| Sport      | Hommes | Femmes | Total |
| ---------- | ------ | ------ | ----- |
| Athlétisme | 4      | 2      | 6     |
| Boxe       | 5      | 0      | 5     |
| Cyclisme   | 4      | 0      | 4     |
| Total      | 13     | 2      | 15    |

## Porte-drapeau
La porte-drapeau de la délégation lors de la cérémonie d'ouverture est l'athlète Dikanda Diba, pensionnaire du club Powerking, qui participera au 3 000 mètres féminin, établissant alors un nouveau record national à 10 s 32 ; elle est néanmoins éliminée dès les séries. Elle pratique aussi le cross-country, remportant sous les couleurs du Vélo Sport Chartrain Athlétisme le cross court des championnats interrégionaux en 1998 à Arnac-Pompadour.

## Résultats

### Athlétisme
| Athlète            | Épreuve           | 1er tour       | 1er tour | 2e tour  | 2e tour  | Demi-finale | Demi-finale | Finale          | Finale   |
| Athlète            | Épreuve           | Temps          | Rang     | Temps    | Rang     | Temps       | Rang        | Temps           | Rang     |
| ------------------ | ----------------- | -------------- | -------- | -------- | -------- | ----------- | ----------- | --------------- | -------- |
| Mwana Bute Kasongo | 400 m masculin    | DQ             | DQ       | Éliminé  | Éliminé  | Éliminé     | Éliminé     | Éliminé         | Éliminé  |
| Kazanga Makok      | 800 m masculin    | DQ             | DQ       | Éliminé  | Éliminé  | Éliminé     | Éliminé     | Éliminé         | Éliminé  |
| Kaleka Mutoke      | 5 000 m masculin  | 14 min 56 s 33 | 49e      | Éliminé  | Éliminé  | Éliminé     | Éliminé     | Éliminé         | Éliminé  |
| Kaleka Mutoke      | Marathon masculin | -              | -        | -        | -        | -           | -           | 2 h 55 min 21 s | 89e      |
| Kamana Koji        | 10 000 m masculin | DNF            | DNF      | Éliminé  | Éliminé  | Éliminé     | Éliminé     | Éliminé         | Éliminé  |
| Kamana Koji        | Marathon masculin | -              | -        | -        | -        | -           | -           | 2 h 38 min 34 s | 73e      |
| Christine Bakombo  | 400 m féminin     | 57 s 85        | 43e      | Éliminée | Éliminée | Éliminée    | Éliminée    | Éliminée        | Éliminée |
| Christine Bakombo  | 800 m féminin     | 2 min 11 s 00  | 28e      | Éliminée | Éliminée | Éliminée    | Éliminée    | Éliminée        | Éliminée |
| Dikanda Diba       | 3 000 m féminin   | 10 min 32 s 88 | 31e      | Éliminée | Éliminée | Éliminée    | Éliminée    | Éliminée        | Éliminée |

### Boxe
| Athlète             | Catégorie           | 1/32e de finale     | 1/16e de finale           | 1/8e de finale      | Quart de finale     | Demi-finale         | Finale              | Rang    |
| Athlète             | Catégorie           | Adversaire Résultat | Adversaire Résultat       | Adversaire Résultat | Adversaire Résultat | Adversaire Résultat | Adversaire Résultat | Rang    |
| ------------------- | ------------------- | ------------------- | ------------------------- | ------------------- | ------------------- | ------------------- | ------------------- | ------- |
| Ibibongo Nduita     | Poids coqs          | Ally Victoire 3-2   | Matsushima Défaite 0-5    | Éliminé             | Éliminé             | Éliminé             | Éliminé             | Éliminé |
| Wabanko Banko       | Poids super-welters | Exempté             | Mercado Défaite 1-4       | Éliminé             | Éliminé             | Éliminé             | Éliminé             | Éliminé |
| Serge Kabongo       | Poids moyens        | Exempté             | Iahuat Victoire RSC R1    | Shah Défaite 0-5    | Éliminé             | Éliminé             | Éliminé             | Éliminé |
| Rund Kanika         | Poids mi-lourds     | Exempté             | Imadiyi Défaite par KO    | Éliminé             | Éliminé             | Éliminé             | Éliminé             | Éliminé |
| Tshibalabala Kadima | Poids super-lourds  | Exempté             | Schnieders Défaite RSC R2 | Éliminé             | Éliminé             | Éliminé             | Éliminé             | Éliminé |

### Cyclisme
| Athlète                                                      | Épreuve                                | Temps             | Rang |
| ------------------------------------------------------------ | -------------------------------------- | ----------------- | ---- |
| Mobange Amisi                                                | Course en ligne masculine              | 4 h 43 min 15 s   | 98e  |
| Kimpale Mosengo                                              | Course en ligne masculine              | 4 h 45 min 20 s   | 104e |
| Ndjibu N'Golomingi                                           | Course en ligne masculine              | DNF               | DNF  |
| Mobange Amisi Pasi Mbenza Kimpale Mosengo Ndjibu N'Golomingi | Contre-la-montre par équipes masculine | 2 h 21 min 37 s 3 | 28e  |